# Taj Mahal (jeu)
Pour les articles homonymes, voir Taj, Mahal (homonymie) et Taj Mahal (homonymie).
Taj Mahal est un jeu de société créé par Reiner Knizia et édité en 2000 par Alea en Allemagne sous le nom Tadsch Mahal.
Pour 3 à 5 joueurs, à partir de 12 ans pour environ 90 minutes.

## Principe général
Les joueurs visitent les 12 provinces du nord-ouest de l'Inde et cherchent à acquérir de l'influence dans les domaines politique, religieux, social ou militaire.

## Règle du jeu

### But du jeu
Obtenir le maximum de points d'influence à la fin du jeu.

### Matériel
- 1 plateau de jeu,
- pour chacune des 5 couleurs des joueurs
  - 20 palais,
  - 1 marqueur de score,
- 100 cartes,
- 1 anneau doré (couronne),
- 12 tuiles provinces numérotées, de forme octogonale, représentant des ressources,
- 24 jetons d'influence de forme ovale,
- 16 tuiles bonus dont certaines représentent des ressources,
- 1 règle de jeu.

### Mise en place
Les 12 tuiles provinces sont placées sur le plateau de jeu. Elles indiquent l'ordre dans lequel les provinces seront visitées, la douzième étant systématiquement la province d'Agra. Des tuiles bonus sont placées sur chacune des cités fortifiées du plateau, cités présentes dans chaque province.
Chaque joueur récupère des cartes qui constitueront sa main de départ, et les palais de sa couleur.

### Déroulement
À chaque tour, une province différente est visitée. Un joueur ne peut poser sur une province que des cartes d'une seule couleur et, éventuellement, des cartes blanches bonus. Au lieu de jouer une carte, un joueur peut décider de se retirer ce qui lui permet de poser des palais et ainsi de récupérer des points d'influence en fonction des ressources obtenues sur la province. L'objectif n'est pas nécessairement d'être le dernier joueur en lice, mais plutôt de se retirer au moment où le joueur est majoritaire dans certains domaines : plus il aura de majorité par rapport aux autres joueurs, plus il récupérera des ressources ou des avantages pour la suite du jeu.
Lorsqu'un joueur se retire il récupère des cartes qui seront utilisées dans les provinces suivantes.

### Fin de partie et vainqueur
Le jeu se termine lorsque la douzième province a été visitée. Le joueur ayant obtenu le plus de points d'influence remporte la partie.

## Récompense
- Deutscher Spiele Preis  2000
- Essener Feder  2000